# Conseil national d'évaluation des normes
Vous pouvez aider à l'améliorer ou bien discuter des problèmes sur sa page de discussion.
- Il ne cite pas suffisamment ses sources. Vous pouvez indiquer les passages à sourcer avec {{référence nécessaire}} ou {{Référence souhaitée}}, et inclure les références utiles en les liant aux notes de bas de page. (Marqué depuis mars 2022)
- Son texte doit être wikifié : il ne correspond pas à la mise en forme Wikipédia (style, typographie, liens internes, liens entre les wikis, etc.). (Marqué depuis mars 2022)
- Il n’est pas rédigé dans un style encyclopédique. (Marqué depuis avril 2020)

- Archive Wikiwix
- Bing
- Cairn
- DuckDuckGo
- E. Universalis
- Gallica
- Google
- G. Books
- G. News
- G. Scholar
- Persée
- Qwant
- (zh) Baidu
- (ru) Yandex
- (wd) trouver des œuvres sur Wikidata

Le Conseil national d’évaluation des normes (CNEN), créé par la loi n° 2013-921 du 17 octobre 2013, est une institution publique française qui succède à la Commission consultative d'évaluation des normes (CCEN). Réunissant des représentants des collectivités territoriales et des représentants de l'État, il a reçu du législateur la mission d'examiner et rendre un avis sur le flux de normes et d'évaluer le stock de normes réglementaires ayant un impact technique ou financier sur les collectivités territoriales et leurs établissements publics, à lutter contre l'accroissement des normes et à contribuer à la simplification du droit.

## Histoire
Le Conseil national d'évaluation des normes (CNEN) est l'institution succédant à la Commission consultative d'évaluation des normes (CCEN).

### La Commission consultative d'évaluation des normes (CCEN)
Dans le cadre des travaux de la revue générale des politiques publiques (RGPP), un groupe de travail sur les relations entre l’État et les collectivités territoriales s’est réuni en 2007 sous la présidence d’Alain Lambert.
L’allègement des contraintes normatives qui pèsent sur les collectivités territoriales figure parmi les trois objectifs majeurs affichés dans les conclusions remises au Premier ministre. Face au constat d’un accroissement des charges qui résulte de l’inflation des textes ayant un impact technique et financier sur les collectivités territoriales, de la complexité croissante des procédures qu’elles doivent mettre en œuvre et du caractère parfois excessivement détaillé des règles techniques qui encadrent l’activité des services publics locaux, le rapport préconisait la mise en place d’une Commission consultative d’évaluation des normes, associant les collectivités territoriales à l’élaboration des projets de texte réglementaire les concernant.
Dans ce contexte, deux amendements sont déposés par les sénateurs Alain Lambert et Michel Charasse à l’occasion de l’examen de la loi de finances rectificatives pour 2007.  C’est donc avec l’article 97 de la loi no 2007-1824 du 25 décembre 2007 de finances rectificative pour 2007 que la Commission consultative d’évaluation des normes est créée, au sein du Comité des finances locales (CFL).
Sa composition et son mode de fonctionnement sont ensuite définis par le décret n° 2008-994 du 22 septembre 2008 et précisés par une circulaire du Premier ministre du même jour.
L’installation de la CCEN se tient le 25 septembre 2008, lors d’une séance du Comité des finances locales. Alain Lambert est élu Président, Michel Charasse et Philippe Laurent vice-présidents. Le secrétariat de la CCEN est assuré par la Direction générale des Collectivités locales du ministère de l’Intérieur.

### La loi du 17 octobre 2013
À l’issue des États généraux de la démocratie territoriale, organisés les 4 et 5 octobre 2012, le Président du Sénat confie au sénateur Jean-Pierre Sueur, Président de la Commission des lois du Sénat, et à la sénatrice Jacqueline Gourault, présidente de la Délégation sénatoriale aux collectivités territoriales et à la décentralisation, la mission de proposer des mesures en matière de régulation des normes.
En conclusion de leurs travaux, Jean-Pierre Sueur et Jacqueline Gourault déposent au Sénat, le 12 novembre 2012, une proposition de loi visant à créer une Haute autorité chargée du contrôle et de l’évaluation des normes applicables aux collectivités locales. Les deux sénateurs estiment alors « nécessaire de créer une institution dont l’autorité et la représentativité seraient incontestables, qui aurait pour mission de contrôler l’ensemble des normes applicables ou susceptibles d’être appliquées aux collectivités et à leurs établissements publics ».
Nommé rapporteur de cette proposition de loi, le Sénateur Alain Richard propose que la CCEN ne devienne pas la Haute autorité d’évaluation des normes mais le Conseil national d’évaluation des normes. Il considère que la dénomination de Haute autorité pourrait conduire à remettre en cause la doctrine élaborée par la CCEN et à renvoyer au statut d’autorité administrative indépendante.
C’est donc dans ce contexte qu’est adoptée la loi n° 2013-921 du 17 octobre 2013 portant création d’un Conseil national d’évaluation applicables aux collectivités territoriales et à leurs établissements publics.

### La mise en place du Conseil national d'évaluation des normes
Plusieurs évolutions notables sont introduites par cette loi.
D’abord, le lien organique entre le Comité de finances locales et le CNEN est rompu pour lui laisser davantage d’autonomie et lui assurer une autonomie budgétaire grâce à un prélèvement budgétaire prélevé sur la dotation globale de fonctionnement prévue par la loi de finances de l’année.
Ensuite, son champ de compétences est renforcé par rapport à celui de la CCEN. Le CNEN peut désormais se saisir de toute norme technique résultant d’activités de normalisation et de certification ayant un impact technique ou financier sur les collectivités territoriales et leurs établissements publics. Il est également saisi obligatoirement, et non plus facultativement, par le Gouvernement sur l’impact technique et financier de tous les projets de textes créant ou modifiant des normes applicables aux collectivités territoriales et à leurs groupements. La loi élargit également la liste des autorités pouvant saisir la nouvelle institution en permettant aux Présidents des deux assemblées parlementaires pour l’examen d’une proposition de loi déposée par un de leurs membres, sauf si ce dernier s’y oppose. Par ailleurs, le CNEN a désormais une compétence sur le stock de normes, et non plus uniquement sur le flux de normes. Il est ainsi compétent pour être saisi ou s’autosaisir pour l’évaluation de normes réglementaires en vigueur applicables aux collectivités territoriales et à leurs établissements publics.
Enfin ses délais d’examen sont allongés et ses avis renforcés. Alors que la CCEN disposait d’un délai de 5 semaines pour rendre son avis, le CNEN dispose de 6 semaines. Par ailleurs, en cas d’avis défavorable sur tout ou partie d’un projet de texte, le Gouvernement transmet un projet modifié ou des informations complémentaires en vue d’une seconde délibération.
Le décret en Conseil d'État n° 2014-446 du 30 avril 2014 portant application de la loi du 17 octobre 2013 précise les modalités d’élections et de fonctionnement du Conseil national d’évaluation des normes. Il est installé le 3 juillet 2014 et Alain Lambert est élu Président.
En outre, une proposition de loi organique, accompagnant la proposition de loi initiale créant le CNEN, tendant à joindre les avis rendus par le CNEN aux projets de loi relatifs aux collectivités territoriales et à leurs groupements, au même titre que les études d’impact, a fait l’objet d’un vote à l’unanimité le 7 octobre 2013, en première lecture au Sénat. Cette proposition a été transmise à l'Assemblée nationale, mais n'a pas été inscrite à l'ordre du jour de la Chambre. 

## Missions
Le Conseil national d’évaluation des normes est régulièrement amené à se prononcer sur les flux de normes législatives et réglementaires et sur le stock de normes réglementaires.

### Le flux de normes
Du point de vue du flux normatif, en vertu de l’article L. 1212-2 du code général des collectivités territoriales, le CNEN est saisi :
- par le Gouvernement sur l’impact technique et financier des projets de loi ou projets de textes réglementaires créant ou modifiant des normes qui sont applicables aux collectivités territoriales et à leurs établissements publics ;
- à la demande du Gouvernement sur des projets d'acte de l'Union européenne ayant un impact technique et financier sur les collectivités territoriales ou leurs établissements publics ;
- à la demande du Président de l’Assemblée nationale ou du Président du Sénat, et sauf opposition du parlementaire qui en est l’auteur, d’une proposition de loi ayant un impact technique et financier sur les collectivités territoriales ou leurs établissements publics ;
- à la demande du Président de la commission d'examen des projets de règlements fédéraux relatifs aux équipements sportifs, ou du tiers de ses membres, d’un projet de norme d'une fédération délégataire ayant un impact technique ou financier sur les collectivités territoriales ou leurs établissements publics.

Le CNEN peut aussi être saisi des projets de norme technique résultant d’activités de normalisation ou de certification, sous certaines conditions. Sont en revanche exclues de sa compétence les normes justifiées directement par la protection de la sûreté nationale.
Son évaluation des impacts techniques et financiers sur les collectivités territoriales et leurs établissements publics pour les projets et propositions de normes porte sur l’examen des mesures :
- Présentant des incidences techniques sans incidence financière ;
- Techniques ou non, présentant des incidences financières positives, négatives ou neutres ;
- Présentant à la fois des incidences techniques et des incidences financières positives, négatives ou neutres.

Pour rendre son avis, le CNEN dispose d’un délai de 6 semaines. Ce délai est reconductible une fois par décision du Président. À titre exceptionnel, sur demande du Premier ministre ou du Président de l’Assemblée qui le saisit, il peut être amené à se prononcer sous 2 semaines. Par décision motivée du Premier ministre, ce délai peut être réduit à 72 heures. À défaut de délibération dans les délais, l’avis du CNEN est réputé favorable.
L’ensemble des projets de textes qui font l’objet d’un débat contradictoire sont présentés en séance (soit les textes de section I), devant le collège de membres élus, par le Ministre ou son représentant. Pour les propositions de lois faisant l’objet d’un débat contradictoire, le texte est présenté par le parlementaire qui en est à l’origine ou par toute personne qu’il mandate.
Lorsque le CNEN émet un avis défavorable sur tout ou partie d'un projet de norme réglementaire, le Gouvernement transmet un projet modifié ou des informations complémentaires en vue d'une seconde délibération.
Les délibérations sont notifiées par courrier ou courriel aux autorités concernées et publiées sur le site internet du CNEN, à l’exception des avis rendus sur les propositions de loi qui sont adressés au Président de l’assemblée parlementaire qui les a soumises.

### Le stock de normes réglementaires
Du point de vue du stock de normes réglementaires, le CNEN examine les évolutions de la réglementation applicable aux collectivités territoriales et à leurs établissements publics et évalue à la fois leur mise en œuvre et leur impact technique et financier au regard des objectifs poursuivis. En ce sens, il peut être saisi d’une demande d’évaluation par :
- Le Gouvernement ;
- Les Commissions permanentes de l’Assemblée nationale et du Sénat ;
- Un Maire, un Président d’établissement public de coopération intercommunale à fiscalité propre, un Président de conseil départemental ou un Président de conseil régional ;
- Un ou plusieurs de ses membres.

Pour toute demande d’évaluation d’une norme réglementaire en vigueur, après vérification de la recevabilité de la demande, le Président du CNEN l’adresse aux services de l’État dont les normes sont visées. Ces services ont 3 mois pour procéder à l’instruction de la demande d’évaluation et pour communiquer au Président le résultat de leur analyse.
Pour chaque demande d’évaluation, le Président du CNEN désigne, parmi les membres élus représentant les collectivités territoriales, le rapporteur chargé de préparer le projet d’avis d’évaluation. Celui-ci le présente en séance, après la présentation de l’analyse de la demande d’évaluation par les services de l’État concernés.
Dans son avis d’évaluation, le CNEN peut proposer des mesures d’adaptation des normes réglementaires en vigueur qui sont conformes aux objectifs poursuivis si l’application de ces dernières entraîne, pour les collectivités territoriales et leurs établissements publics, des conséquences matérielles, techniques ou financières manifestement disproportionnées au regard de ces objectifs. Cet avis peut contenir des modalités de simplification de ces dispositions et recommander l’abrogation de normes devenues obsolètes.

## Composition
La Commission consultative d’évaluation des normes était composée de 22 membres, dont :
- 1 Député
- 1 Sénateur
- 2 Présidents de conseils régionaux
- 4 Présidents de conseils généraux
- 2 Présidents d’EPCI
- 5 Maires
- 7 représentants de l’État

La composition du Conseil national d’évaluation des normes diffère de celle de la Commission consultative. Celui-ci est désormais composé de 36 membres, dont :
- 2 Députés
- 2 Sénateurs
- 4 conseillers régionaux
- 4 conseillers départementaux
- 5 conseillers communautaires
- 10 conseillers municipaux
- 9 représentants de l’État

Le président et les trois vice-présidents du CNEN sont élus par les membres siégeant parmi les membres exerçant des fonctions exécutives au sein des collectivités territoriales ou des établissements publics de coopération intercommunale qu'ils représentent.
Le CNEN est présidé par Gilles Carrez depuis le 7 décembre 2023. Les vice-présidences sont assurées par Maël de Calan, Antoine Homé et Laurent Dejoie.
Les associations d'élus locaux sont étroitement liés au travail du CNEN. À ce titre, Régions de France, l'Association des départements de France (ADF) et l'Association des maires de France (AMF) sont représentées au sein du collège des membres élus du CNEN.

### Présidence du CNEN
| Nom           | Dates       |
| ------------- | ----------- |
| Alain Lambert | 2014-2023   |
| Gilles Carrez | Depuis 2023 |

## Rapports publics et bilans d'activité
Dans le cadre de sa fonction d'évaluation de l'impact des normes sur les collectivités locales, le CNEN coopère avec le secrétariat général du Gouvernement. Ce dernier participe à la simplification des normes existantes et, plus spécifiquement, s'assure que l'État ne fait pas peser plus de normes sur les collectivités locales. Dans ce cadre, toute norme supplémentaire doit s'accompagner de la suppression d'une norme préexistante. Or, des différences méthodologiques existent entre les deux organismes. Le CNEN mesure l'impact de la norme pour l'année à venir alors que le SGG a une vision de plus long terme, sur trois ans. Pour éviter que le CNEN et le SGG ne donnent des évaluations trop différentes, ces deux entités se réunissent depuis 2015 après chaque session du CNEN pour parvenir à une harmonisation de leurs positions ou, tout du moins, pour expliquer aux administrations concernées les raisons de l'écart existant[réf. à confirmer].
Dans son rapport public annuel consacré aux finances locales en 2015, la Cour des comptes estime que l'évaluation de l'impact des normes sur les collectivités locales et leur situation financière recèle un potentiel d'amélioration à exploiter. Elle considère que les fiches d'impact sur lesquelles se basent ces évaluations sont parfois insuffisamment étayées, tandis que la coopération entre le CNEN et le SGG doit être approfondie. En outre, elle estime que les collectivités sont insuffisamment associées au processus d'élaboration des normes et d'évaluation de leur impact. Enfin, elle recommande de renforcer la publicité des avis donnés par le CNEN ainsi que les suites donnés par le Gouvernement[réf. à confirmer].
Le rapport d'activité 2019-2022 du CNEN montre que l'instance est saisie de presque 1 texte par jour (325 projets de texte), pour un coût de 2,5 milliards d'euros supplémentaires pour les collectivités territoriales en 2022. Les avis défavorables ne sont cependant qu'au nombre de 36 pour cette même année.
Le rapport d'activité 2023 du CNEN fait état de 235 projets de norme examinés dont 9 projets de loi. Par rapport à l’année 2022, le nombre de texte soumis à l’examen du CNEN a diminué de 32 %. Au cours de l’année 2023, les 235 projets de texte soumis à l’examen de l’instance (avis tacites compris) sont susceptibles de générer un impact net de 1,6 milliard d’euros à la charge des collectivités territoriales pour l’année 2024 (N+1).